# Demonax josefinae
Demonax josefinae là một loài bọ cánh cứng trong họ Cerambycidae.